# Дуду Ават
Давід «Дуду» Ават (івр. דודו אוואט, нар. 17 жовтня 1977, Назарет-Ілліт) — ізраїльський футболіст, що грав на позиції воротаря, зокрема, за іспанські «Расінг», «Депортіво» і «Мальорку», а також за національну збірну Ізраїлю.

## Клубна кар'єра
У дорослому футболі дебютував 1997 року виступами за команду клубу «Назарет-Ілліт» з рідного міста, куди був відданий в оренду із хайфського «Маккабі», в якому виховувався. 
1998 року перейшов до «Хапоеля» (Хайфа), де відразу отримав шанс проявити себе через травму основного голкіпера команди. Впенвнена гра молодого воротаря дозволила йому стати першим номером «Хапоеля». За три роки повернувся до рідного хайфського «Маккабі», який шукав голкіпера на час відновлення основного гравця клубу Ніра Давідовіча. Як і в попередній команді, прийшовши в статусі тимчасової заміни основному воротарю, зумів зберегти за собою місце у стартовому складі і після одужання конкурента по позиції.
У липні 2003 року, після низки вдалих матчів у єврокубках, перебрався до Іспанії, де його новою командою став «Расінг» (Сантандер). Прийшов до команди як дублер орендованого в «Манчестер Юнайтед» Рікардо, але за рік, коли останній повернувся до Англії, став беззаперечним основним воротарем команди із Сантандера.
2006 року уклав чотирирічний контракт «Депортіво». Розпочинав як основний воротар, але згодом програв конкуренцію Густаво Мунуа. А після бійки з останнім по завершенні одного з тренувань був відправлений до дублю.
У грудні 2008 року перейшов до лав «Мальорки», куди також був запрошений з огляду на травму основного воротаря Мігеля Анхеля Мої. За півроку Моя залишив команду і ізраїльський гравець став її основним голкіпером. Грав за команду з Балеарських островів до завершення ігрової кар'єри у 2014 році, після чого викупив пакет акцій клубу, ставши його основним акціонером і генеральним директором.

## Виступи за збірну
1999 року дебютував в офіційних матчах у складі національної збірної Ізраїлю. Протягом кар'єри у національній команді, яка тривала 16 років, провів у її формі 71 матч.